# Cassida major
Cassida major — вид жуков подсемейства щитоносок из семейства листоедов.

## Распространение
Встречается в таких странах, как Алжир, Италия (Сицилия), Марокко, южная Португалия и южная Испания.

## Экология и местообитания
Кормовое растение — Centaurea acaulis (астровые — Asteraceae).